# Ghiyath al-Din Khay Khusraw
Ghiyath al-Din Khay Khusraw (+1338) fou emir indjúida de facto, fill del fundador de la dinastia Xaraf al-Din Mahmud Xah.
El seu pare el va enviar com a delegat a Siraz quan es va establir a la cort de Sultaniya el 1326. El 1334 el pare, governador titular encara que absent, fou destituït per raons desconegudes i al seu lloc nomenat un oficial mongol de nom Amir Muzaffar Inak (Amir Mosāfer Ināq). Després d'un intent de matar Muzaffar, Mahmud i el seu fill gran Masud Xah Djalal al-Din foren empresonats. Seguidament el 1335 Muzaffar es va dirigir a Fars però a Siraz Ghiyath al-Din Khay Khusraw es va negar a entregar-li el poder; la situació es va perllongar amb negociacions fins a finals d'any quan es va saber la mort del kan Abu Said Bahadur Khan; llavors Ghiyath al-Din va fer presoner a Amir Muzaffar i el va enviar a la cort de Sultaniya.
Al mateix temps, Masud Shah Djalal al-Din va sortir també cap a Siraz per fer-se càrrec de la província, però Ghiyath igualment va refusar entregar-li el govern. Mort el pare comú, Mahmud (1336) no va tardar a esclatar la lluita entre els dos germans. Ghiyath al-Din Khay Khusraw va matar el ministre del seu germà, però el 1337 o 1338 Masud va aconseguir derrotar el seu germà i el va empresonar a Kalat Safid (Fars) junt amb un tercer germà que li havia donat suport, Muhàmmad Xams al-Din.
Ghiyath al-Din Khay Khusraw va morir al seu captiveri el 1338.